# Sigrid Lütken
Sigrid Helga Lütken, född 30 november 1915 i Helsingör, död 2 mars 2008, var en dansk bildhuggare. Hon var gift med bildhuggaren Bent Sørensen.
Sigrid Lütken var dotter till generalmajoren Louis Carl Frederik Lütken och Gertrud Thürner. Hon tog studentexamen vid Frederiksborg Statsskole i Hillerød 1934 och studerade därefter på Kunstakademiet i Köpenhamn (1936–1945) med Einar Utzon-Frank som lärare. Under denna tid ställde hon ut för första gången på Kunstnernes efterårsudstilling (1937) och genomförde studieresor till Italien och Frankrike (1939) och senare till Paris (1946 och framåt), Grekland (1957 och 1967) och Egypten (1960). Lütkens tidigare konst skildrar främst människor och djur ur ett naturalistiskt perspektiv, men med tiden kom hon dock att röra sig mot abstraktionen och kubismen. Hon använde sig av material som granit, gjutjärn, stengods och brons. Bland hennes verk kan Nonni (1935), Kartoffelsamler (bränd lera, 1936) Buste af ung Mand (1937), Kvinde med Barn på armen (statyett, 1941), Liggende Kvie (1943), Belgisk Hoppe (1944), Granithoved (1946), Dreng med kalve (1965), Dreng der spilder bold (1966), Havbunden (relief 1974), Vækst (bronsfigur 1974), Relief (gjutjärn), Aks (brons), Fuglegruppe (brons), Stor plante, Havet (granit 1988–1989), Relief (färgat stengods 1989) och Frugt der åbner sig (granit 1992) nämnas. Hon mottog Astrid Noacks mindelegat, Eckersbergmedaljen (1972) och Jarls Legat (1973) för sitt arbete.
Lütken ställde ut tillsammans med Grønningen, Danmarks största konstnärssammanslutning, 1957–1967. Därefter blev hon medlem i konstnärssammanslutningen Koloristerne och ställde ut tillsammans med dem. Hon var slutligen medlem i Vrå-udstillingen (1978–1991). Hon var styrelseledamot av Foreningen for ung dansk kunst (1950–1955) och ledamot i Statens Kunstfond.